# Marked Men (film, 2025)
Pour les articles homonymes, voir  Marked Men et Marked Men (film, 1940).
Pour plus de détails, voir Fiche technique et Distribution.
Marked Men (Marked Men: Rule + Shaw) est un film américain réalisé par Nick Cassavetes et sorti en 2025. Il s'agit d'une adaptation du roman Rule de Jay Crownover, premier tome de la saga littéraire Marked Men.

## Synopsis
Shaw Landon nourrit des sentiments amoureux pour Rule Archer depuis leur première rencontre. Mais Rule a toujours considéré Shaw comme une amie, ignorant ses émotions profondes. Étudiante en médecine issue d'un milieu aisé, la vie de Shaw contraste fortement avec celle de Rule, tatoueur au tempérament fougueux, à l'attitude de bad boy et aux multiples conquêtes. Une nuit d'intimité inattendue les force à affronter leurs véritables sentiments et à naviguer dans la complexité de leurs origines et des attentes familiales divergentes.

## Fiche technique
Sauf indication contraire, les informations mentionnées dans cette section peuvent être confirmées par les bases de données cinématographiques IMDb et Allociné,  présentes dans la section « Liens externes ».
- Titre original : Marked Men: Rule + Shaw
- Titre français : Marked Men
- Réalisation : Nick Cassavetes
- Scénario : Sharon Soboil, d'après Rule de Jay Crownover
- Musique : George Kallis
- Direction artistique : Anna Boyanova
- Décors : N/A
- Costumes : N/A
- Photographie : Kenji Katori
- Montage : Jim Flynn
- Production : Jennifer Gibgot, Josh Kesselman, Brian Pitt, J. B. Sugar

Production délégués : Taylor Conrod, Jay Crownover, Hallie Kesselman, Andrew Panay et Ryan Westheimer
Coproducteurs : Matthew Barry, Christopher Kulikowski et Ella Myers
- Sociétés de production : Voltage Pictures et Ethea Entertainment
- Sociétés de distribution : Voltage Pictures (États-Unis), Prime Video (France), Belga Films (Belgique)
- Budget : N/A
- Pays de production :  États-Unis
- Langue originale : anglais
- Format : couleur
- Genre : drame, romance
- Durée : 93 minutes
- Dates de sortie[2] :
  - États-Unis : 22 janvier 2025 (sortie limitée en salles)
  - France : 3 mars 2025 (sur Prime Video)
- Classification[3] :
  - États-Unis : R

## Distribution
- Chase Stokes (VF : Donald Reignoux) : Rule Archer
- Sydney Taylor : Shaw Landon
- Alexander Ludwig : Rome Archer
- Ella Balinska : Ayden Cross
- Natalie Alyn Lind : Cora Lewis
- Evan Mock : Jet Teller
- Matthew Noszka : Nash Donavan
- Hannah Kepple : Loren
- Paul Johansson : Dale Archer
- Daisy Jelley : Sierra
- Tonya Cornelisse : Madelyn Archer
- Inanna Sarkis : Jordynn

## Production
En novembre 2024, Nick Cassavetes est annoncé comme réalisateur de Marked Men: Rule + Shaw, adaptation du roman Rule de Jay Crownover. Le scénario est écrit par Sharon Soboil. George Kallis (en) est annoncé comme compositeur.
Le tournage a lieu en Bulgarie, notamment dans les Nu Boyana Film Studios.

## Sortie et accueil
Le film ne connait qu'une sortie limitée dans quelques salles américaines le 22 janvier 2025. Il ne totalise ainsi 968 162 $ au box-office. Il est ensuite diffusé en vidéo à la demande.

## Projet de suite
En 2024, l'acteur Evan Mock révèle que les tomes suivants de la saga littéraire devraient être adaptés en films. Dans le podcast Hawk vs Wolf, il déclare notamment : « Nous allons retourner en Bulgarie et filmer les deuxième et troisième films. Je crois qu'ils prévoient trois ou quatre films en tout. »